# Fritz Homann (nave meteorologica)
La nave meteorologica Fritz Homann, costruita nel 1930, fu incorporata nella Kriegsmarine nel 1940 e vi rimase fino al 31 luglio 1942.
Ex "Fritz Homann", ex "PG 395", di tipo peschereccio, era già di proprietà della "Grundmann & Gröschel", di base nel porto di Wesermünde, aveva un equipaggio di 15 marinai e 4 meteorologi.
Comunque oggi, da documenti declassificati, sappiamo che partecipò:
- all'Operazione Gebiet ("Unternehme Gebiet") tra il 21 marzo 1940 al 21 dicembre 1940, nello stretto di Danimarca, a Jan Mayen, a nord-est dell'Islanda;
- all'Operazione Knospe ("Unternehme Knospe") dal 26 settembre 1941 al 15 novembre 1941 nei pressi delle isole Spitzbergen.